# 和泉橋
和泉橋（いずみばし）は、東京都千代田区を流れる神田川に架かる、昭和通り（国道4号）の橋である。左岸（北側）は神田佐久間町1丁目および神田佐久間河岸、右岸は神田岩本町および岩本町3丁目となる。

## 歴史

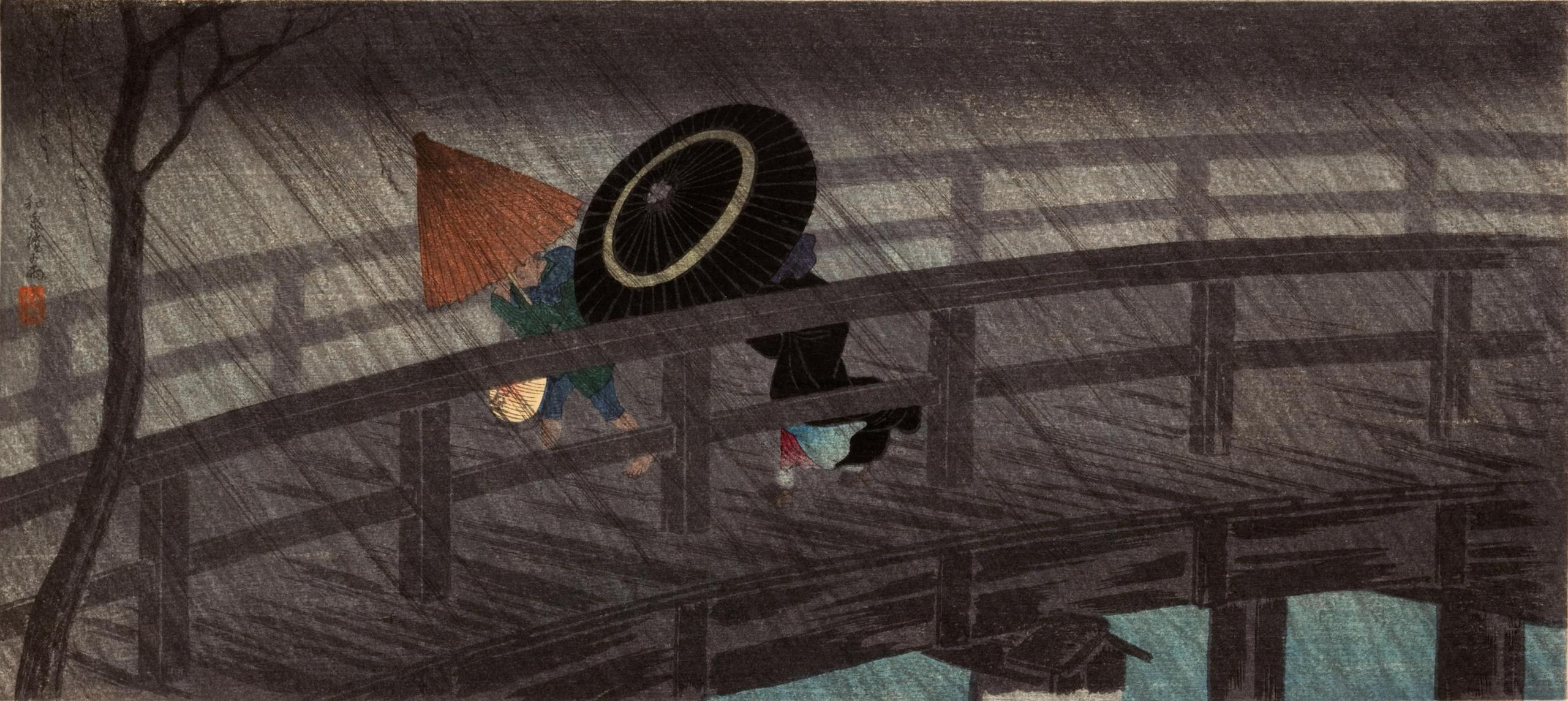
和泉橋の雨（年代不明）

本橋の北側に伊勢国津藩藩主の藤堂和泉守の屋敷があったことからこの名がついた。寛永年間の江戸図には「いつみ殿橋」の名で記されている。
現在の昭和通りにあたる道は当時は狭く、和泉橋通りの名で呼ばれていた。現在でも通りを北に200 mほど行ったところに神田和泉町の地名が残る。橋はたびたび火災で焼失し、1892年（明治25年）には鉄橋に架け替えられた。現在の橋は震災復興院が建設した長さ35.8 m、幅44.0 m、支間長32.94 mの上路式2ヒンジ鋼製アーチ橋で、橋長より長い幅員を持つ。下流側の美倉橋と同様のデザインで、側面は青色に塗装されている。この橋の南詰には、「既製服問屋街発祥の地」という掲示板が存在している。

## 交通
西から東へ流れる神田川と、南北に通る上下各3車線の昭和通りが交差し、車両交通量は多い。昭和通り上部には首都高速1号上野線の高架橋、地下には東京メトロ日比谷線が通る。左岸の、昭和通りの両側には日比谷線の秋葉原駅の出口があり、南側の靖国通りの地下を通る都営地下鉄新宿線岩本町駅との乗換客の通行も見られる。左岸上流側のたもとには、千代田区が管理する和泉橋防災船着場が2005年に整備された。

## 隣接する橋
- 神田川

（上流） - JR線橋梁 - 神田ふれあい橋 - 和泉橋 - 美倉橋 - 左衛門橋 - （下流）